# Bang-Bang
Ein Bang-Bang oder Bangbang, auch Airstick, Clapper, Klatschstange, Fanstange, Jubelwurst oder Lärmschläger genannt, besteht aus zwei stabförmigen mit Luft gefüllten Ballonhüllen, die zusammengeschlagen krachen. Bang-Bangs sind vielseitig einsetzbar. Sie dienen bspw. auf Sport- oder Konzert-Veranstaltungen, bei Demonstrationen, Kundgebungen oder auf Festen zum Lärm- und Launemachen. Manchmal werden Bang-Bangs, die auch mit Werbeaufdrucken versehen sein können, vor Ort zum Applaudieren oder rhythmischen Begleiten von Musik durch das Publikum an dieses verteilt.
Ein typisches Maß ist – im unaufgeblasenen Zustand je 67 × 10 cm. Üblicherweise wird der Ballon in großen Stückzahlen für Auftraggeber bedruckt. Jeder dieser schlanken Folienballons weist ein Automatik-Ventil auf, das sich durch den Innendruck verschließt. Oft wird je Paar ein Strohhalm aus Kunststoff mitgeliefert, der durch das Ventil eingeschoben es erlaubt, den Ballon zu entlüften, um ihn zusammenzurollen und kompakt mitzunehmen und ein anderes Mal wieder zu verwenden.
Bang-Bangs können einteilig – 2 Schenkel verbunden durch ein Stück das nicht aufgeblasen wird – konstruiert sein, oder aber als 2 lose, getrennte Ballons.

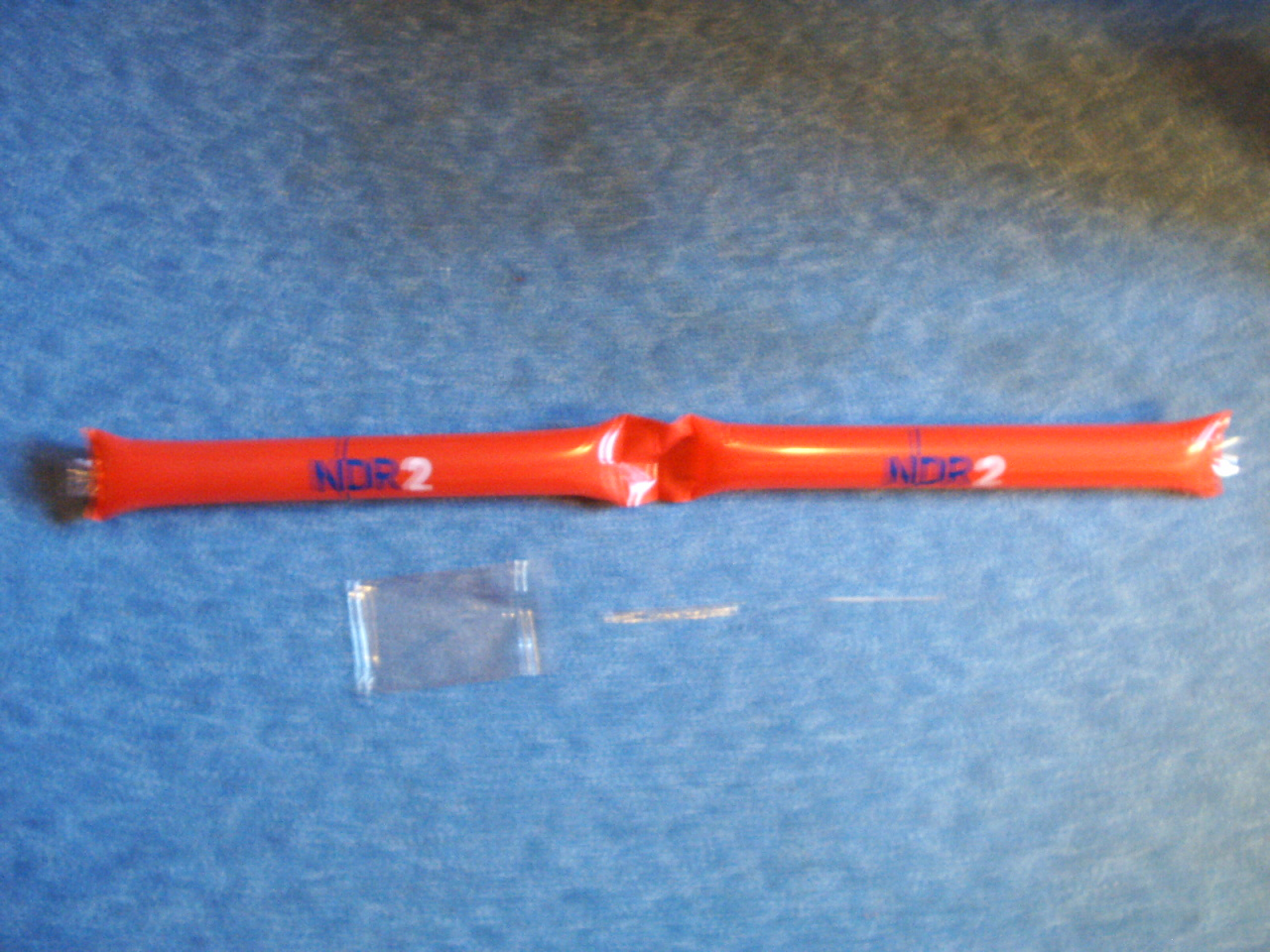
NDR-2-Bang-Bang mit Sackerl und Strohhalm
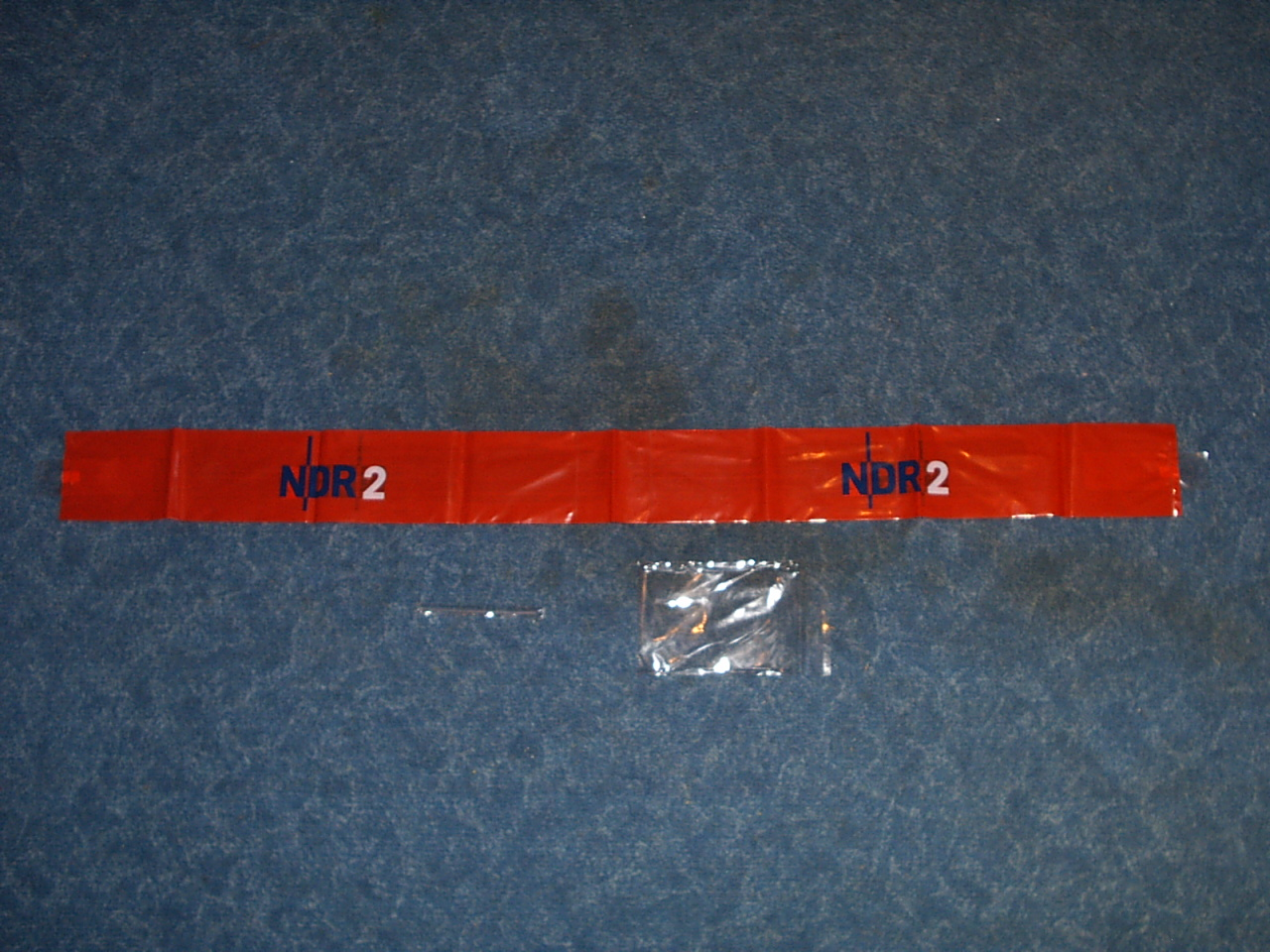
Unaufgeblasenes Bang-Bang